# Jos de Blok
Josephus Bernardus Imelda (Jos) de Blok (Vogelwaarde, 10 augustus 1960) is zorgondernemer en eigenaar van Buurtzorg.
Hij maakt zich sterk voor minder regels en meer patiënt in de zorgsector. Na eerst zelf wijkverpleegkundige en manager bij thuiszorgorganisaties Sensire en Carint geweest te zijn, is hij nu zelf eigenaar van een thuiszorgorganisatie. Als kenner van de Nederlandse gezondheidszorg van binnenuit nam hij samen met Jan Rotmans het initiatief voor een nieuwe zorgverzekering. De verzekering is uiteindelijk niet gerealiseerd en ging verder als coöperatie. Zijn organisatie-stijl heeft veel overeenkomsten met de Semco-stijl en is een tegenhanger van het Taylorisme. Vaak wordt deze organisatie-stijl als een bedreiging voor bestaande instellingen ervaren, terwijl anderen er juist enthousiast over zijn en zijn thuiszorgorganisatie snel groeit. Deze stijl heeft hem de bijnaam "de zorgprofeet" gegeven.
- International Standard Name Identifier: 0000 0003 6901 7217
- Virtual International Authority File: 285492049